# Malonty
Malonty är en ort i Tjeckien.   Den ligger i regionen Södra Böhmen, i den södra delen av landet, 160 km söder om huvudstaden Prag. Malonty ligger 681 meter över havet och antalet invånare är 1 135.
Terrängen runt Malonty är kuperad österut, men västerut är den platt. Runt Malonty är det mycket glesbefolkat, med 6 invånare per kvadratkilometer. Närmaste större samhälle är Kaplice, 8,4 km nordväst om Malonty. I omgivningarna runt Malonty växer i huvudsak blandskog.